# Crapette
Ne doit pas être confondu avec Carpette  ou Crapette nordique.
 (décembre 2021).
Si vous disposez d'ouvrages ou d'articles de référence ou si vous connaissez des sites web de qualité traitant du thème abordé ici, merci de compléter l'article en donnant les références utiles à sa vérifiabilité et en les liant à la section « Notes et références ».
La crapette est un jeu de cartes pratiqué par deux joueurs avec deux jeux de 52 cartes, qui s'apparente à une patience jouée en concurrence. Le but est de se défaire le premier de toutes ses cartes.

## Règles du jeu

### Préparation
Chaque joueur prend un paquet de 52 cartes, le mélange, puis le donne à couper à son adversaire. Les deux paquets de cartes auront un dos différent afin de faciliter leur reconstitution après la partie.
Chaque joueur tire une à une les 13 premières cartes du dessus de son paquet pour en former un tas, faces cachées, qu'il place devant lui à sa droite. Cette pile de 13 cartes est appelée « crapette ».
Puis il étale verticalement au-dessus de sa crapette les 4 cartes suivantes de son paquet, faces visibles. Il est nécessaire de ménager un espace d'un peu plus de 2 cartes entre les deux colonnes de 4 cartes des deux joueurs qui servira au cours du jeu à placer les huit empilements des cartes de même couleur.
Les deux colonnes de cartes extérieures forment la base du « tableau ».
Les 35 cartes restantes constituent le « talon » du joueur, qui doit être placé en tas au même niveau que la crapette sous la colonne de gauche, faces cachées.
Finalement, chaque joueur retourne la carte du dessus de sa crapette et celui qui a découvert la carte la plus forte commence. En cas d'égalité, c'est celui qui a placé dans le tableau la plus forte carte qui a la primauté.
Après avoir retourné la carte du dessus de chaque crapette, l'arrangement des cartes sur la table présente cet aspect :
| Joueur A |            |            |          |
| Crapette | (défausse) | (défausse) | Talon    |
|          | ♠          | ♠          |          |
|          | ♥          | ♥          |          |
|          | ♦          | ♦          |          |
|          | ♣          | ♣          |          |
| Talon    | (défausse) | (défausse) | Crapette |
| Joueur B |            |            |          |

### Jeu
Le joueur ayant la main retourne la carte du dessus de son talon puis réalise autant de mouvements qu'il peut. Lorsqu'il a fini, il déplace la carte du dessus de son talon sur son écart, placé entre le talon et le tas de crapette, face dessus. C'est alors à son adversaire de jouer.
Le principe de jeu est le même qu'une patience :
- les 8 piles de base au milieu servent à construire des séries de cartes de même famille (pique, cœur, trèfle, carreau), en commençant par un As et en finissant par un Roi. Il faut y placer prioritairement les cartes apparentes de son jeu (ie son talon et sa crapette mais pas celles de son écart) ou des cartes extérieures du tableau. Le joueur peut aussi, s'il le veut, y placer les cartes apparentes de son adversaire (celles visibles de son talon, de sa crapette ou de son tas d'écart).
- les 8 autres cartes extérieures du tableau servent à construire des séries décroissantes, en alternant les couleurs : rouge (cœur ou carreau) et noir (pique ou trèfle). Quand une série est constituée sur une des cartes extérieures du tableau, seule la carte la plus basse peut être jouée.

Il n'est possible de déplacer les cartes qu'une par une ; une case vide peut recevoir n'importe quelle carte.
La carte du dessus de son talon et celle de sa crapette peuvent être placées sur le tableau en respectant les règles déjà précisées. obligation de jouer la crapette s'il y a une case vide. puis, celle du talon, la suivante est retournée. Si, au début ou au cours de son tour (mais pas à la fin), son talon est vide, il retourne son écart qui forme alors son nouveau talon. De plus, la carte de l'écart ne peut pas être jouée par le joueur.
Inversement, un joueur peut ajouter une carte à la crapette ou l'écart de son adversaire (mais pas au talon de son adversaire) : la carte ajoutée doit être de même famille (pique, cœur, trèfle, carreau) et de rang immédiatement inférieur ou supérieur que la carte du dessus de la pile.
Le premier joueur à avoir posé toutes ses cartes sur le tableau gagne la partie. En cas de blocage le joueur qui a le moins de cartes a également gagné.
Quatre manières de jouer sont possibles :
- Un joueur joue tant qu'il peut jouer, comme il est décrit ci-dessus. C'est ensuite à son adversaire de jouer.
- Pendant qu'il joue, l'adversaire peut interrompre le joueur, en disant « Crapette ! », si celui-ci n'a pas vu une combinaison de déplacements qui permettrait de placer une carte, soit d'une des piles extérieures, soit de la crapette, soit du talon, dans une des piles du milieu, même en jouant contre son propre jeu. Dans ce cas le joueur laisse le jeu en l'état, place sa carte de talon sur son écart et le tour passe à l'adversaire. L'adversaire doit bien sûr démontrer immédiatement la combinaison.
- La version la plus difficile est analogue à la précédente, à quelques différences près. Les priorités sont dans l'ordre :
- placer une carte visible dans une pile au centre ; si plusieurs cartes peuvent aller au centre, il faut mettre celle qui demande le moins de manipulations ;
- jouer une carte de sa crapette si case libre soit au centre, soit sur une pile ;
- jouer une carte de son talon  soit au centre, soit sur une pile.
Si un joueur ne respecte pas ces priorités, l'adversaire peut déclarer « Crapette ! » et prendre son tour de jeu.

### Variantes
En quatrième manière de jouer, pour constituer la colonne verticale de 4 cartes, on peut placer d'abord une ou deux cartes faces cachées. Mais il arrive alors que le jeu se bloque et se termine sans que l'on puisse déclarer un vainqueur.
Cette variante à cartes de colonnes faces cachées permet pourtant un jeu plus fin où il faut parfois renoncer à bloquer le tas de crapette de son adversaire pour arriver à finir la partie.